# رامي الضاهر
رامي الظاهر معماري وأكاديمي أردني، من مدينة عمّان، وأستاذ عمارة في الجامعة الألمانية الأردنية، كما يدير شركة تراث للاستشارات. وهو مختص في التجديد الحضري والحفاظ على التراث ومهتم بالسياسة وتأثيرها على صنع المساحات العامّة. من أهم المشاريع التي أشرف عليها تطويرها : شارع الوكالات والرينبو في عمّان.

## وصلات خارجية
- الموقع الرسمي - «تراث» للعمارة والتخطيط الحضري.